# كيث إل. براون
كيث إل. براون (بالإنجليزية: Keith L. Brown)‏ هو دبلوماسي ومحامي أمريكي، ولد في 18 يونيو 1925، وتوفي في 19 يوليو 2016.

## وصلات خارجية
- كيث إل. براون على موقع إن إن دي بي (الإنجليزية)